# 玛丽亚·凯莉乐坛记录

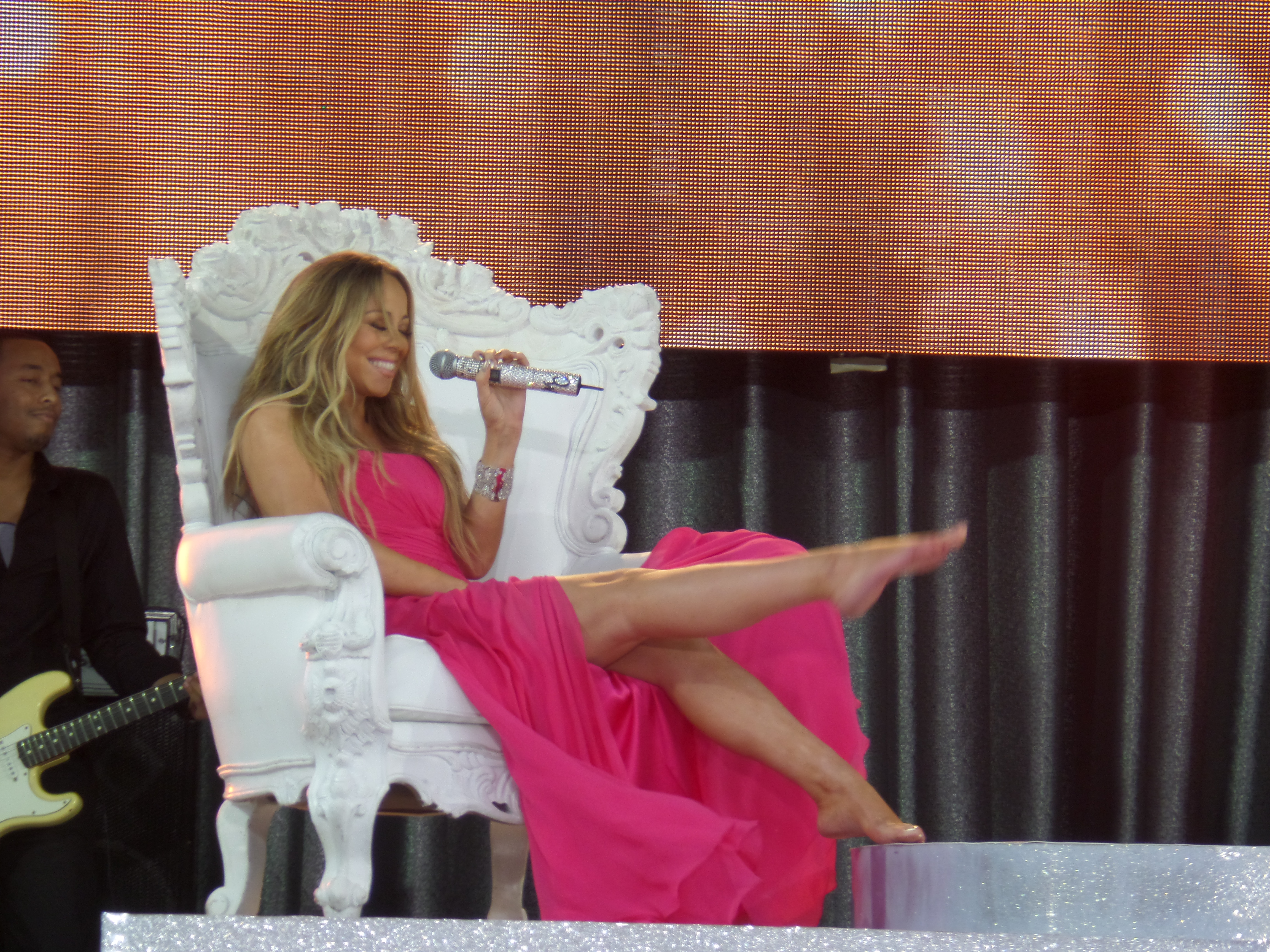
2013年的凯莉

美国歌手玛丽亚·凯莉自1990年出道至今创造了众多乐坛记录，以下列表是总结她在唱片销量、排行榜单和音乐奖项上的记录，其中唱片销量部分的认证记录是根据国际唱片业协会于2007年公布的世界各国唱片销量认证标准。

## 销量纪录
- 在1990~2005年间，玛丽亚·凯莉创下了累计1亿6,000万张的唱片销量纪录，这使她成为历史上唱片销量第二高的流行女艺人。她也是20世纪90年代唱片销量最高的艺人。

- 玛丽亚·凯莉是历史上第一位获得世界音乐钻石奖的女艺人（2003年），这个奖项表彰她截至当年的专辑销量超过了1亿5,000万张。

- 玛丽亚·凯莉是美国历史上最畅销的节奏蓝调艺人。

- 玛丽亚·凯莉是美国历史上拥有最多白金单曲的女艺人（11首）。

- 玛丽亚·凯莉是美国历史上拥有最多的多倍白金专辑的女艺人之一（10张），僅次于芭芭拉·史翠珊的13张和瑪丹娜的12张。并且她在20世纪90年代发行的全部专辑均超过了3倍白金（300万张销量）。

- 玛丽亚·凯莉是美国历史上第一位拥有3张8倍白金（美国800万张销量）专辑的女艺人。

- 玛丽亚·凯莉是美国历史上第二位拥有2张钻石（美国1000万张销量）专辑的女艺人，第一位是瑪丹娜。

- 玛丽亚·凯莉也是唯一一位连续9张专辑获得美国唱片工业协会（RIAA）认证3白金的歌手。

- 玛丽亚·凯莉在美国唱片工业协会（RIAA）15年間，共有过126次专辑或单曲认证。她共有14张专辑创下70.5个白金纪录，单曲创下15个白金、11个金唱片纪录。此外还包括了12个录像带的认证。

- 《Merry Christmas》是历史上第二最畅销的圣诞专辑，仅次于冰·哥羅士比（Bing Crosby）的《Merry Christmas》，这张专辑在美国创下8倍白金的销售纪录，并在全球卖出超过1,600万张。

- 《Music Box》在澳洲获得14倍白金认证，仅次于仙妮亞·唐恩（Shania Twain）的《Come On Over》（15倍白金）。此外，《Music Box》也是1994年在日本、澳洲、纽西兰、德国、奥地利、瑞士、荷兰、希腊、波兰、意大利、南非、韩国、中国大陸、台湾、香港、以色列、菲律宾、印度尼西亚、马来西亚、新加坡、巴西等21个国家地区销量最高的非本土专辑。

- 玛丽亚·凯莉是日本历史上最成功的非本土艺人，她在日本的累计唱片销量超过了2,000万张，并且在日本创造了6首冠军单曲和6张冠军专辑。在日本的欧美专辑销售榜上，《#1's》、《Daydream》、《Merry Christmas》、《Music Box》以及《Butterfly》分列历史上第1、第3、第4、第8及第21位。

- 《Music Box》是中国大陸历史上第一张超过50万销量的非本土女艺人专辑。此后，《Daydream》、《Butterfly》、《#1's》和《Charmbracelet》也都超过了50万的销量。《The Emancipation of Mimi》也以超过15万张的销量成为2005年中国销量最高的非本土专辑。

- 截至2012年，瑪麗亞·凱莉已有超過2.5億的專輯銷售量；單曲銷售量總加則超越9000萬張。

## 榜单记录
- 注：以下资料均来源于告示牌官方网站玛丽亚·凯莉历年榜单资料库

### 美国告示牌Hot 100单曲榜
- 在所有女歌手中，玛丽亚·凯莉在美国拥有最多告示牌流行榜冠军单曲（19首）。而在所有歌手中她是第2名，仅次于披头四乐团（The Beatles）的20首。

- 玛丽亚·凯莉在所有歌手当中，在美国拥有最多的告示牌歌曲停留榜首总周数（87周）。

- 瑪麗亞·凱莉在告示牌單曲榜擁有28首TOP 10單曲，名列所有女藝人第3名，僅次於蕾哈娜的31首和瑪丹娜的38首。

- 玛丽亚·凯莉在美国是历史上唯一一位在连续11年中均有单曲获得冠军的艺人，并且她也是在1990年代中唯一一位每年都有全美冠軍單曲產生的艺人。

- 玛丽亚·凯莉在美国是历史上空降冠軍單曲累计周数最长的艺人（27周）。

- 玛丽亚·凯莉在美国是历史上第一位拥有空降冠軍單曲的女艺人。

- 玛丽亚·凯莉在美国是历史上第一位拥有连续两首空降冠軍單曲的艺人。

- 玛丽亚·凯莉在美国是历史上唯一一位出道后连续5首单曲（〈Vision of Love〉、〈Love Takes Time〉、〈Someday〉、〈I Don't Wanna Cry〉与〈Emotions〉）全部获得冠军的艺人。此后在1995~1998年间她又有连续5首单曲（〈Fantasy〉、〈One Sweet Day〉、〈Always Be My Baby〉、〈Honey〉和〈My All〉）全部登上告示牌流行榜榜首的纪录。至今她仍是美国唯一一位能达到此成绩的歌手。

- 玛丽亚·凯莉1990年出道作《Mariah Carey》专辑诞生了4首冠军单曲，和她一起并列的有惠妮·休斯顿（Whitney Houston）、寶拉·阿巴杜（Paula Abdul）以及珍妮·杰克逊（Janet Jackson）三人，仅次于麦可·杰克逊（Michael Jackson）和凱蒂·佩芮（Katy Perry）的单張专辑有5首冠军单曲記錄。

- 玛丽亚·凯莉是史上唯一一位擁有两首超过14周冠军單曲的個人艺人，大人小孩雙拍檔（Boyz II Men）与她并列历史第一。

- 玛丽亚·凯莉的〈One Sweet Day〉是美国告示牌流行榜空降冠军单曲中夺冠周数第一长的单曲（16周），且其同张专辑《Daydream》的首支单曲〈Fantasy〉亦是女歌手空降冠军单曲中夺冠周数第二长的单曲（8周），这让《Daydream》成为美国历史上第一張拥有两首空降冠军单曲的专辑。

- 玛丽亚·凯莉的〈One Sweet Day〉和〈We Belong Together〉分别被美国告示牌杂志（Billboard Magazine）选为1990年代及2000年代冠军歌曲。

- 玛丽亚·凯莉在美国拥有最多首周空降告示牌流行榜冠军位置的歌曲，分别为〈Fantasy〉、〈One Sweet Day〉和〈Honey〉。

- 玛丽亚·凯莉在美国也是首位拥有推出一星期就登上告示牌流行榜冠军位置歌曲的女歌手（1995年的〈Fantasy〉）。

- 玛丽亚·凯莉在美国是唯一一位拥有两首于告示牌流行榜中逗留榜首的周数达双位数的歌曲的女歌手（1995年的〈One Sweet Day〉和2005年的〈We Belong Together〉）。

- 玛丽亚·凯莉在出道的1990年至2006年間，每一年均有歌曲打入排行榜。

- 玛丽亚·凯莉在美国是唯一一位在告示牌单曲市场四个时期（黑胶时期[-1991]、CD时期[1992-1998]、单曲市场衰退期[1999-2004]和数码时期[2005-]）均有流行榜冠军曲的艺人。

- 玛丽亚·凯莉在美国是唯一一位在告示牌单曲榜五种不同主导的统计方式（单曲发行当周开始统计[-1995]、单曲发行次周开始统计[1995-1998]、扩展单曲涵义加入电台单曲入榜资格[1999-2004]、统计范围扩展至数码范围并提升其权重[2005-2007]、统计范围进一步拓展至在线试听并平衡电台下载、试听权重[2007-]）下均有单曲夺冠的艺人。

- 同时作为詞曲创作者，玛丽亚·凯莉在美国是拥有最多冠军单曲的创作人第三位。

### 美国告示牌Hot 100电台榜
- 玛丽亚·凯莉在美国拥有历史上累计冠军周数最长的女艺人/个人单曲《We Belong Together》（14周）。

- 玛丽亚·凯莉的《We Belong Together》是在美国电台历史上最成功的单曲。在2005年6月7日它的单周听众达到1.923亿人次。在之后的每一个星期中，它先后创下1.958亿、 2.021亿、2.122亿的历史最高纪录以及最后的单周2.23亿人次。在这五周中它的收听人次累计超过10亿人次。它是历史上第一首单周收听次数超过2亿的。《We Belong Together》的单周收听人次达到3280万，也是历史上最高的。

- 玛丽亚·凯莉的《We Belong Together》亦创下单周最多人从美国的电台听到的歌曲（32.6百万人次）。

### 美国告示牌主流音乐Top 40单曲榜
- 玛丽亚·凯莉在该榜上拥有6首冠军单曲，超过该榜上的全部艺人。

- 玛丽亚·凯莉在美国流行电台（Pop Airplay）上拥有26支上榜单曲，在所有艺人中排名第一。

### 美国告示牌节奏音乐Top 40单曲榜
- 玛丽亚·凯莉在该榜上拥有最多的前10名单曲（17首）。

### 美国告示牌Top 200专辑榜
- 玛丽亚·凯莉是20世纪90年代在美国拥有最多冠军专辑的女艺人（4张），同时其累计之冠军周数（26周）在90年代也是最长的; 而单张专辑冠军周数（11周）在90年代乃第二长，仅次于艾拉妮絲·莫莉塞特（Alanis Morissette）的《Jagged Little Pill》（12周）。

- 玛丽亚·凯莉在美国拥有6张在告示牌专辑榜获得冠軍的专辑，和小甜甜布蘭妮、碧昂絲打成平手，紧随在珍妮·杰克逊的7張、瑪丹娜的9張及芭芭拉·史翠珊的11張之后。

- 玛丽亚·凯莉自出道后的连续10张专辑均打入专辑排行榜前10名，其中连续9张专辑均打入排行榜前5名，这是美国历史上的最好成绩。

- 除了1991年的《Emotions》获得第4名和2018年的《Caution》获得第5名外，玛丽亚·凯莉其餘的录音室专辑全打入过专辑榜前3名。
  - 注：专辑《Glitter》在此处被认定为电影原声带作品，而非严格意义上的录音室专辑。

### 其他榜单记录
- 玛丽亚·凯莉是在美国告示牌所有榜单上累计拥有冠军单曲最多的艺人。她在告示牌26种榜单当中至少有一首冠军单曲。其类别有：Hot 100, Hot 100 Airplay, Hot 100 Singles Sales, Hot R&B/Hip-Hop Singles & Tracks, Hot R&B/Hip-Hop Airplay, Hot R&B/Hip-Hop Singles Sales, the Pop 100, the Pop 100 Airplay, Hot Dance Music/Club Play, Hot Dance Singles Sales, Dance Radio Airplay, Mainstream Top 40, Rhythmic Top 40, Adult Contemporary, Adult Top 40, Adult R&B, Hot Ringtones, Hot Videoclips, Hot 100 Singles Recurrent, Hot 100 Recurrent Airplay, Hot R&B/Hip-Hop Recurrent, Hot R&B/Hip-Hop Recurrent Airplay, Adult Contemporary Recurrents, Top 40 Adult Recurrents, Bubbling Under Hot 100 Singles, and Bubbling Under R&B/Hip-Hop Singles。

- 玛丽亚·凯莉的《We Belong Together》是在美国历史上唯一一首同时登上9个榜单冠军的单曲（2005年8月6日）。

- 玛丽亚·凯莉的《We Belong Together》是在美国历史上唯一一首先后登上13个榜单冠军的单曲。

- 玛丽亚·凯莉的《We Belong Together》是在美国历史上唯一一首在9种曲风的榜单中均获得冠军的单曲。它同时登上了流行、节奏蓝调、都会节奏蓝调、节奏、成人抒情、成人当代抒情、舞曲、拉丁音乐、爵士等乐曲的冠军。

- 玛丽亚·凯莉的《We Belong Together》同一时候在美国高踞了8种告示牌榜单，包括「Hot 100」、「Hot Adult R&B」、「Hot R&B/Hip-Hop」、「Hot R&B/Hip-Hop Airplay」、「Rhythmic Top 40」、「Pop 100」、「Pop 100 Airplay」和「Mainstream Top 40」。这是至今唯一一首能同时登上8个告示牌榜首的歌曲。

- 玛丽亚·凯莉是20世纪90年代在美国告示牌排行榜上最成功的流行艺人和节奏蓝调艺人。

## 奖项记录
- 玛丽亚·凯莉自1990年出道至今共获得了5项葛莱美奖，但她曾获得的提名数量为34次，在历史上所有的女歌手中排名第2，仅次于艾瑞莎·弗蘭克林的38次。
- 1999年玛丽亚·凯莉获颁告示牌音乐奖九十年代十年艺人大奖，迈克尔·杰克逊则是八十年代十年艺人大奖获得者，至今历史上只有此二位艺人获得该奖。
- 2000年玛丽亚·凯莉获颁美国音乐奖终身成就奖，历史上曾获此奖的只有三人，除了玛丽亚·凯莉之外，迈克尔·杰克逊和王子曾获此奖。
- 自出道至今玛丽亚·凯莉共获得20座世界音乐奖，这一数量超过历史上所有歌手。